# Ike & Tina Turner

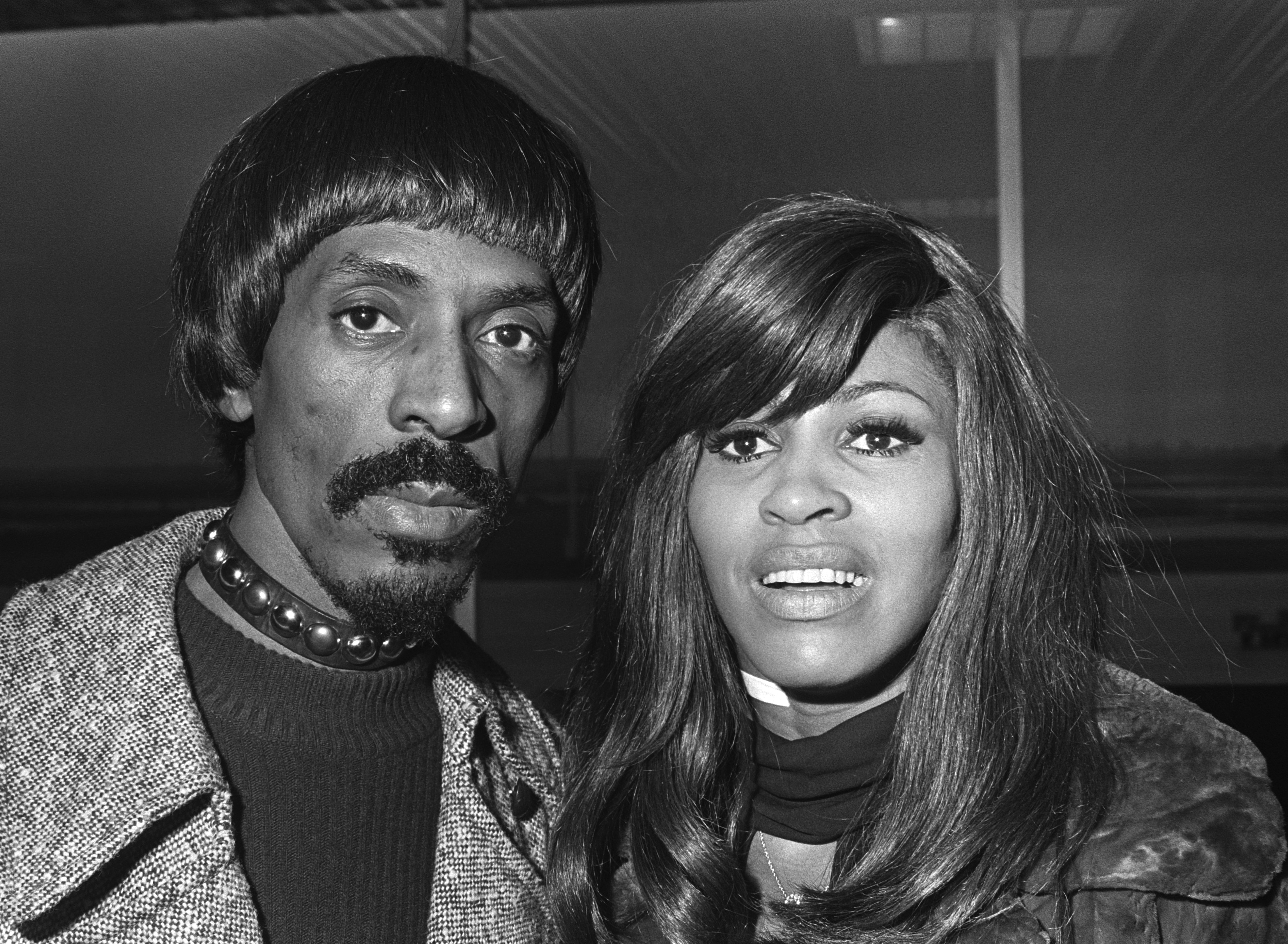
Ike & Tina Turner (1971)

Ike & Tina Turner was een Amerikaans rock-'n-roll- en soulduo in de jaren zestig en zeventig, bestaande uit het echtpaar Ike Turner en Tina Turner.
Het duo nam vanaf 1960 gedurende 16 jaar talloze nummers op en stond bekend om een wervelende liveshow met drie achtergrondzangeressen, The Ikettes. Het bekendste nummer was de cover van Proud Mary (1971) waarvoor Ike & Tina Turner een Grammy Award ontvingen. Rond 1975 was de roem van het duo tanende. Tina Turner speelde een rolletje in de film Tommy, begon aan een solocarrière, en vroeg echtscheiding aan. In 1976 ging het duo uit elkaar. In 1991 werden Ike & Tina Turner opgenomen in de Rock and Roll Hall of Fame.

## Discografie

### Singles
- 1960: "A Fool in Love"
- 1960: "I Idolize You"
- 1961: "I'm Jealous"
- 1961: "It's Gonna Work Out Fine"
- 1962: "Poor Fool"
- 1962: "Tra La La La La"
- 1962: "You Should've Treated Me Right"
- 1962: "Tina's Dilemma"
- 1963: "The Argument"
- 1963: "Don't Play Me Cheap"
- 1963: "If I Can't Be First"
- 1963: "You Can't Miss Nothing That You Never Had"
- 1964: "Get It - Get It"
- 1964: "I Can't Believe What You Say (For Seeing What You Do)"
- 1964: "A Fool For A Fool"
- 1964: "Finger Poppin'"
- 1964: "Please, Please, Please"
- 1964: "Am I A Fool in Love"
- 1965: "Tell Her I'm Not Home"
- 1965: "Chicken Shack"
- 1965: "Somebody Needs You"
- 1965: "Good Bye, So Long"
- 1965: "I Don't Need"
- 1965: "Two Is A Couple"
- 1965: "Stagger Lee And Billy"
- 1965: "Dear John"
- 1966: "Beauty Is Only Skin Deep"
- 1966: "Dust My Broom"
- 1966: "River Deep - Mountain High" (Ned. #9)
- 1966: "Two To Tango"
- 1966: "I'll Never Need More Than This"
- 1966: "A Love Like Yours (Don't Come Knocking Everyday)" (Ned. #38)
- 1966: "Save The Last Dance For Me"
- 1966: "Flee Flee Fla"
- 1967: "Shake A Tail Feather"
- 1967: "Betcha Can't Kiss Me"
- 1967: "It Sho Ain't Me"
- 1967: "Too Hot To Hold"
- 1968: "So Fine"
- 1968: "I Better Get Ta Steppin'"
- 1968: "You Got What You Wanted (Now You Don't Want What You Got)"
- 1969: "I'm Gonna Do All I Can (To Do Right By My Man)"
- 1969: "I've Been Loving You Too Long" (Ned. #36)
- 1969: "With A Little Help From My Friends"
- 1969: "I Wanna Jump"
- 1969: "The Hunter"
- 1970: "Bold Soul Sister"
- 1970: "Come Together"
- 1970: "I Want to Take You Higher"
- 1970: "Workin' Together"
- 1971: "Proud Mary" (Ned. #5)
- 1971: "Ooh Poo Pah Doo"
- 1971: "River Deep - Mountain High"
- 1971: "Pick Me Up (Take Me Where Your Home Is)"
- 1971: "I'm Yours (Use Me Anyway You Wanna)"
- 1972: "Up In Heah"
- 1972: "Feel Good"
- 1972: "Let Me Touch Your Mind"
- 1972: "Work On Me"
- 1973: "Early One Morning"
- 1973: "Nutbush City Limits" (Ned. #12)
- 1974: "Father Alone"
- 1974: "Sweet Rhode Island Red"
- 1974: "Sexy Ida (Part 1)"
- 1975: "Baby-Get It On" (Ned. #9)
- 1977: "Delilah's Power"

### Albums
- 1960: The Soul of Ike and Tina Turner (Sue)
- 1962: Dance With Ike & Tina Turner & Their Kings of Rhythm Band (Sue)
- 1963: Don't Play Me Cheap (Sue)
- 1963: Dynamite (Sue)
- 1963: It's Gonna Work Out Fine (Sue)
- 1963: Please Please Please (Kent)
- 1964: The Ike & Tina Turner Revue Live (Kent)
- 1965: The Greatest Hits Of Ike & Tina Turner (Sue)
- 1965: Live! The Ike & Tina Turner Show (Warner Bros.)
- 1965: Festival of Live Performances (United)
- 1965: Ike & Tina Show 2 (Tomato)
- 1965: Ooh Poo Pah Doo (Harmony)
- 1966: River Deep - Mountain High (Philles/A&M)
- 1966: Ike & Tina Turner and the Raelettes (Tangerine)
- 1966: Live! The Ike & Tina Turner Show (Loma)
- 1966: Live! The Ike & Tina Turner Show, Vols. 1-2
- 1966: Get It - Get It (Cenco)
- 1968: So Fine (Pompeii)
- 1968: Outta Season (Blue Thumb)
- 1969: Cussin Cryin And Carrying On (Pompeii)
- 1969: Ike & Tina Turner in Person (Minit)
- 1969: Fantastic (Sunset)
- 1969: Get It Together (Pompeii)
- 1969: Her Man His Woman (Capitol)
- 1969: The Hunter (Blue Thumb)
- 1970: On Stage (Valiant)
- 1970: Come Together (Liberty)
- 1971: Workin' Together (Liberty)
- 1971:  Live In Paris Olympia 1971 (Liberty)
- 1971: 'Nuff Said (United Artists)
- 1971: Something's Got a Hold on Me (Harmony)
- 1971: What You Hear Is What You Get (United Artists)
- 1972: Feel Good (United Artists)
- 1973: Let Me Touch Your Mind (United Artists)
- 1973: Nutbush City Limits (United Artists)
- 1973: The World of Ike and Tina Live (United Artists)
- 1974: Strange Fruit (United Artists)
- 1974: Sweet Rhode Island Red (United Artists)
- 1974: Tina Turns the Country On (United Artists)
- 1974: The Gospel According to Ike and Tina (United Artists)
- 1974: The Great Album
- 1975: Acid Queen (United Artists)
- 1975: Sixteen Great Performances (ABC)
- 1977: Delilah's Power (United Artists)
- 1978: Airwaves" (United Artists)
- 1980: The Edge" (Fantasy)

## Hitlijsten

### Singles
| Single met eventuele hitnotering(en) in de Nederlandse Top 40 | Datum van verschijnen | Datum van binnenkomst | Hoogste positie | Aantal weken | Opmerkingen                               |
| ------------------------------------------------------------- | --------------------- | --------------------- | --------------- | ------------ | ----------------------------------------- |
| River deep - Mountain high                                    | 1966                  | 02-07-1966            | 9               | 9            |                                           |
| A love like yours                                             | 1966                  | 26-11-1966            | 38              | 1            |                                           |
| River deep - Mountain high                                    | 1969                  | 29-03-1969            | 10              | 8            |                                           |
| The hunter                                                    | 1969                  | 30-08-1969            | tip15           | -            |                                           |
| Proud Mary                                                    | 1971                  | 27-02-1971            | 6               | 18           | Nr. 5 in de Single Top 100                |
| Ooh pooh pah doo                                              | 1971                  | 24-07-1971            | tip17           | -            |                                           |
| I've been loving you too long                                 | 1971                  | 16-10-1971            | 36              | 3            |                                           |
| Nutbush City limits                                           | 1974                  | 16-03-1974            | tip17           | -            |                                           |
| Baby get it on                                                | 1975                  | 23-08-1975            | 9               | 8            | Nr. 9 in de Single Top 100                |
| Delilah's power                                               | 1975                  | 08-11-1975            | tip13           | -            |                                           |
| Nutbush City limits                                           | 1978                  | 12-08-1978            | 12              | 9            | Nr. 12 in de Single Top 100 / Alarmschijf |
| Baby get it on                                                | 1978                  | 28-10-1978            | tip2            | -            |                                           |
| Shame shame shame                                             | 1982                  | -                     |                 |              | Nr. 47 in de Single Top 100               |

### NPO Radio 2 Top 2000
| Nummers met noteringen in de NPO Radio 2 Top 2000 | '99 | '00 | '01 | '02 | '03  | '04 | '05  | '06  | '07  | '08  | '09  | '10  | '11  | '12  | '13  | '14  | '15  | '16  | '17  | '18  | '19  | '20  | '21  | '22  | '23  | '24  |
| ------------------------------------------------- | --- | --- | --- | --- | ---- | --- | ---- | ---- | ---- | ---- | ---- | ---- | ---- | ---- | ---- | ---- | ---- | ---- | ---- | ---- | ---- | ---- | ---- | ---- | ---- | ---- |
| Nutbush City Limits                               | 818 | 889 | 701 | 993 | 1405 | 941 | 1232 | 1152 | 1374 | 1166 | 1539 | 1415 | 1421 | 1147 | 1175 | 1495 | 1777 | 1724 | 1889 | 1266 | 1270 | 1269 | 1249 | 1340 | 1025 | 1343 |
| Proud Mary                                        | 141 | 132 | 168 | 144 | 136  | 114 | 139  | 139  | 223  | 138  | 205  | 193  | 182  | 225  | 224  | 202  | 268  | 277  | 250  | 180  | 172  | 158  | 161  | 194  | 142  | 174  |
| River Deep - Mountain High                        | 269 | 483 | 417 | 335 | 398  | 271 | 372  | 238  | 489  | 331  | 511  | 435  | 437  | 523  | 462  | 535  | 609  | 713  | 736  | 595  | 577  | 361  | 440  | 577  | 407  | 694  |

1. ↑  Een vetgedrukt getal geeft de hoogste notering van een nummer aan.

### Evergreen Top 1000
| Evergreen Top 1000 "Proud Mary - Ike & Tina Turner" | Evergreen Top 1000 "Proud Mary - Ike & Tina Turner" | Evergreen Top 1000 "Proud Mary - Ike & Tina Turner" | Evergreen Top 1000 "Proud Mary - Ike & Tina Turner" | Evergreen Top 1000 "Proud Mary - Ike & Tina Turner" | Evergreen Top 1000 "Proud Mary - Ike & Tina Turner" | Evergreen Top 1000 "Proud Mary - Ike & Tina Turner" | Evergreen Top 1000 "Proud Mary - Ike & Tina Turner" | Evergreen Top 1000 "Proud Mary - Ike & Tina Turner" | Evergreen Top 1000 "Proud Mary - Ike & Tina Turner" | Evergreen Top 1000 "Proud Mary - Ike & Tina Turner" | Evergreen Top 1000 "Proud Mary - Ike & Tina Turner" | Evergreen Top 1000 "Proud Mary - Ike & Tina Turner" | Evergreen Top 1000 "Proud Mary - Ike & Tina Turner" | Evergreen Top 1000 "Proud Mary - Ike & Tina Turner" | Evergreen Top 1000 "Proud Mary - Ike & Tina Turner" | Evergreen Top 1000 "Proud Mary - Ike & Tina Turner" |
| Jaar                                                | 2008                                                | 2009                                                | 2010                                                | 2011                                                | 2012                                                | 2013                                                | 2014                                                | 2015                                                | 2016                                                | 2017                                                | 2018                                                | 2019                                                | 2020                                                | 2021                                                | 2022                                                | 2023                                                |
| --------------------------------------------------- | --------------------------------------------------- | --------------------------------------------------- | --------------------------------------------------- | --------------------------------------------------- | --------------------------------------------------- | --------------------------------------------------- | --------------------------------------------------- | --------------------------------------------------- | --------------------------------------------------- | --------------------------------------------------- | --------------------------------------------------- | --------------------------------------------------- | --------------------------------------------------- | --------------------------------------------------- | --------------------------------------------------- | --------------------------------------------------- |
| Positie                                             | -                                                   | -                                                   | -                                                   | -                                                   | -                                                   | -                                                   | -                                                   | 279                                                 | 339                                                 | 300                                                 | 534                                                 | 333                                                 | 314                                                 | 246                                                 | 270                                                 | 288                                                 |